# Hendrik Konsjans
Henri (Hendrik) Konsjans (Antverpen, 3. decembar 1812. – Iksel, 10. septembar 1883) bio je flamanski pisac u periodu romantizma. Zahvaljujući talentu i trudu napredovao je do uticajnog narodnog pisca. Poznat je kao „čovek koji je svoj narod naučio da čita”. Svojim delima je pokušavao da obrazuje i uzdigne narod.  Stvarao je u vreme kada je i u književnosti Belgijom dominirao francuski jezik. Uspeo je da stvori čitalačku publiku kada je kultura na holandskom jeziku bila nerazvijena.
Njegovo najpoznatije delo, Lav od Flandrije iz 1838. godine (hol. De leuw van Vlaanderen), prevedeno je na mnoge evropske jezike i 1984. adaptirano u film u režiji Huha Klausa (hol. Hugo Claus).  Lav od Flandrije inspirisan je Bitkom zlatnih mamuza (hol. Guldensporenslag) 1302. godine, u kojoj je pobedu nad francuskim vitezovima odnela flamanska narodna vojska.
Samostalnim učenjem stekao je i znanja na polju botanike, prirodnih nauka, medicine i holandskog jezika.

## Biografija

### Detinjstvo i porodica
Hendrik Konsjans rođen je 1812. godine u Pompstraat u Antverpenu. Bio je treće dete od ukupno osmoro dece, od kojih je šestoro preminulo. Njegova majka Cornelia Balieu je poreklom iz Antverpena, a otac Pierre Conscience francuz iz Bezansona. Njegov otac je radio u luci za mornaricu Napoleona Bonaparte. Kada su se Francuzi nakon Bečkog kongresa povukli iz Antverpena, on je ostao u Antverpenu sa svojom porodicom.
Hendrik je bio slabog zdravlja, svojih prvih sedam godina proveo je u stolici kraj prozora. Majka ga je razonodila starim antverpenskim pričama. Kada mu je zdravlje postalo stabilnije, postao je najomiljeniji pripovedač u svojoj družini. Otac je bio njegov prvi učitelj. Kasnije je pohađao privatnu školu, u kojoj je kao nadareni učenik bio pomoćnik u nastavi.
Godine 1842. oženio se Marijom Pejnen (Maria Peinen). Imali su petoro dece, od koji je četvoro rano preminulo od bolesti. Preživela je jedino ćerka Marie (1852–1922).

### Revolucija
Na početku belgijske revolucije Konsjans je se kao dobrovoljac priključio vojsci. Ranjen je u bici kod Luvena protiv vojske holandskog kralja Vilema I. Napušta vojsku 1836. godine. Nakon povratka u Antverpen učlanio se u pesničko društvo (hol. rederijkerskamer) „de Olijftak” i polako se razvijao do reputacije narodnog pisca. Međutim, njegova prva dela nisu bila baš najbolje prihvaćena. Samo od pisanja nije mogao da se izdržava pa se okrenuo drugim zanimanjima. Dobio je posao u Kraljevskoj akademiji lepih umetnosti u Antverpenu (hol. Koninklijke Academie voor Schone Kunsten). Od vlade je dobio zadatak da napiše istoriju Belgije, objavljenu 1845.

### Dela
U početku je pisao pesme na francuskom. In 't Wonderjaer 1566. i Phantasy je objavio 1837. godine, ali ova dela nisi bila uspešna. U ovom periodu je imao finansijske probleme i primao je novčanu pomoć od Leopolda I. Najverovatnije je bio inspirisan da napiše Lava od Flandrije slikom De Groeningeslag van Nicaise De Keyser, koju je video u Vleeshuis. U romanu je opisao Bitku zlatnih mamuza, uz dodavanje elemenata koji se ne poklapaju sa istorijom. Te delove romana je kasnije u Geschiedenis van België pokušao da razjasni i ispravi. Zbog velikog uspeha Lava od Flandrije stekao je naziv čoveka koji je svoj narod naučio da čita. Ova knjiga je takođe doprinela stvaranju flamanske nacionalne svesti u 19. veku i razvoju Flamanskog pokreta. Ovaj roman je uspostavio njegovu reputaciju pisca istorijskih romana (hol. historische roman). Takođe je napisao i istorijski roman Jacob van Artevelde (1849). Međutim, kasnije se okreće društvu. Tada su nastali moralni roman (hol. zedenroman) Wat eene moeder lyden kan (1844) i seoske priče kao De loteling (1850).
Sa nekoliko književnika osnovao je dnevne novine Vlaemsch België, koje su izlazile od 1. januara 1844. ali koje su već u novembru iste godine ugašene.

### Smrt
Zbog bolesti nije mogao da prisustvuje svečanom otkrivanju svog spomenika u Antverpenu 13. avgusta 1883. Spomenik je delo skulptora Fransa Jorisa. Konsjans je preminuo 10. septembra 1883. godine. Sahranjen je na Kilelkerhof-u, a posmrtni ostaci su kasnije prebačeni na groblje Schoonselhof.

## Bibliografija
- In 't Wonderjaer 1566 (1837)
- Phantasy (1837)
- De Leeuw van Vlaenderen (1838)
- Hoe men schilder wordt (1843)
- Wat een Moeder lijden kan (1843)
- Siska van Roosemael (1844)
- Geschiedenis van België (1845)
- Geschiedenis van graaf Hugo van Craenhove en van zijnen vriend Abulfaragus (1845)
- Avondstonden (1846)
- Eenige bladzyden uit het boek der natuer (1846)
- Lambrecht Hensmans (1847)
- Jacob van Artevelde (1849)
- De Loteling (1850)
- Baes Gansendonck (1850)
- Houten Clara (1850)
- Blinde Roza (1850)
- Rikke-tikke-tak (1851)
- De arme edelman (1851)
- De Gierigaard (1853)
- De Grootmoeder (1853)
- De Boerenkrijg (1853)
- Hlodwig en Clothildis (1854)
- De Plaeg der Dorpen (1855)
- Het Geluk van Rijk te zijn (1855)
- Moeder Job (1856)
- Jubelfeesten (1856)
- De geldduivel (1856)
- Batavia (1858)
- Redevoeringen (1858)
- De omwenteling van 1830 (1858)
- Simon Turchi (1859)
- De Kwaal des Tijds (1859)
- De Jonge Dokter (1860)
- Het IJzeren Graf (1860)
- Bella Stock (1861)
- De burgers van Darlingen (1861)
- Het Goudland (1862)
- Moederliefde (1862)
- De Koopman van Antwerpen (1863)
- Een Uitvinding des Duivels (1864)
- Mensenbloed (1865)
- De Ziekte der Verbeelding (1865)
- Bavo en Lieveken (1865) -  dodeljenja nagrada flamanske zajednice za prozu (hol. Staatsprijs voor Letterkunde)
- Valentijn (1865)
- De Burgemeester van Luik (1865)
- Levenslust (1868)
- De Kerels van Vlaanderen(1870)
- Koning Oriand (1872)
- Een Goed Hart (1872)
- Eene O te veel (1872)
- Een Stem uit het Graf (1872)
- Een Zeemanshuisgezin (1872)
- Een Slachteroffer der Moederliefde (1872)
- De Twee Vrienden (1872)
- De Baanwachter (1872)
- Korte Levensbeschrijving van F.A. Snellaert (1873)
- De Minnezanger (1873)
- De Dichter en zijn Droombeeld (1873)
- De Keus des Harten (1873)
- Everard 't Serclaes (1874)
- Eene verwarde zaak (1874)
- Levensbeschrijving van Willem Demol (1875)
- Schandevrees (1875)
- Gerechtigheid van Hertog Karel (1876)
- De Oom van Felix Roobeek (1877)
- De Schat van Felix Roobeek (1878)
- Het wassen Beeld (1879)
- De Gekkenwereld (1880)
- De Welopgevoede Dochter (1880)
- Geld en Adel (1881)
- Geschiedenis mijner jeugd (1888)
- De Duivel uit het Slangenbos (1889) (Dopunila i izdala njegova ćerka Maria Antheunis-Conscience)

## Zanimljivosti
- Od 2008. godine Biblioteka grada Antverpena nosi naziv Erfgoedbibliotheek Hendrik Conscience. Erfgoedbibliotheek Hendrik Conscience je biblioteka nasleđa grada Antverpena koja poseduje jedinstvenu kolekciju flamanskog kulturnog nasleđa. Biblioteka datira iz 1481. godine i prvobitno se zvala Biblioteka grada Antverpena (hol. Stadsbibliotheek Antwerpen). Tu se sakupljaju publikacije o Antverpenu, holandskoj književnosti, istoriji Nizozemlja, Flamanskom pokretu i kulturnoj istoriji uopšte.[3]
- Neke ulice i trgovi flamanskih gradova i opština dobili su ime po ovom piscu. Neki od njih Hendrik Consciencelaan u Brižu i  Hendrik Conscienceplein u Antverpenu (od 1883) i Hendrik Consciencelaan u gradu Mortsel (od 1938)

## Spoljašnje veze
- Erfgoedbibliotheek Hendrik Conscience
- Schrijvers en dichters (dbnl biografieënproject I) G.J. van Bork